# NGC 1089
NGC 1089 في الفهرس العام الجديد، هي مجرة، تقع في كوكبة النهر. اكتشفت في 29 سبتمبر 1886 بواسطة لويس سويفت.

## روابط خارجية
- NGC 1089 على موقع ويكي سكاي: DSS2, SDSS, GALEX, IRAS, Hydrogen α, X-Ray, Astrophoto, Sky Map, Articles and images